# Carmeliți desculți

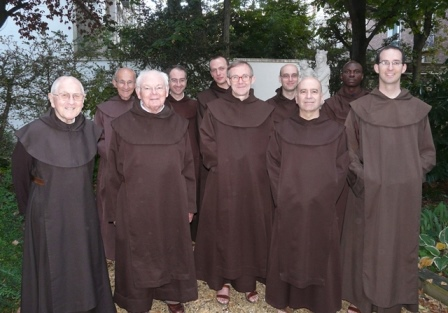
Comunitatea din Paris a carmeliților desculți (2014)

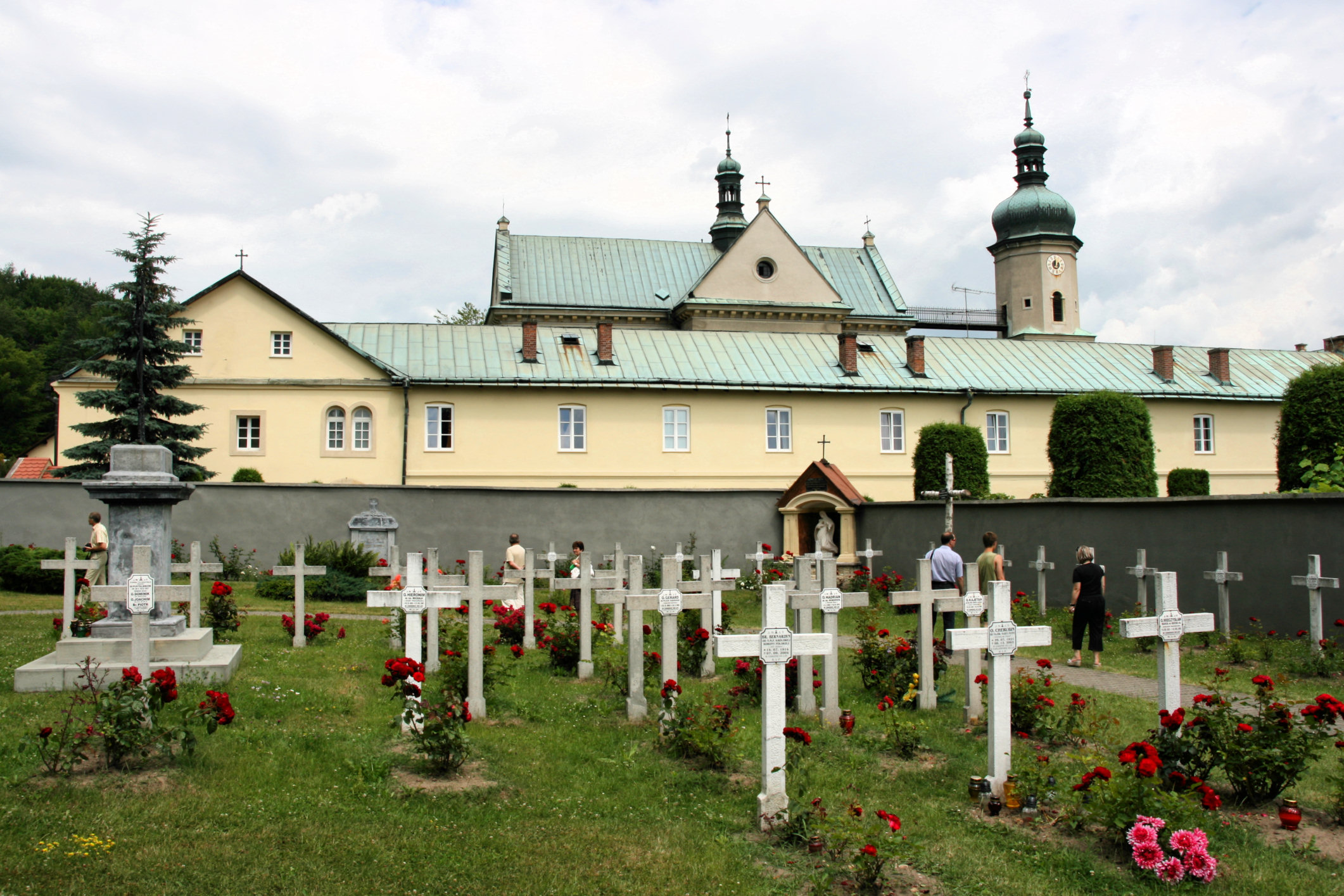
Mănăstire a carmeliților desculți din Voievodatul Polonia Mică, Polonia

Carmeliți desculți (prescurtat: OCD) este un ordin călugăresc, o ramură masculină a călugărițelor carmelite, formată prin reforma religioasă tereziană carmelită.
Ordinul a luat naștere în anul 1568, prin reforma inițiată de Ioan al Crucii și Tereza de Avila din Duruelo (Spania).

## Personalități
- Père Jacques (1900-1945), drept între popoare